# Rekordy mistrzostw świata juniorów młodszych w lekkoatletyce
Rekordy mistrzostw świata juniorów w lekkoatletyce – najlepsze rezultaty uzyskane podczas mistrzostw świata juniorów młodszych w lekkoatletyce.

## Mężczyźni
| Konkurencja                          | Rezultat | Zawodnik                                                                    | Miejsce uzyskania           | Data          | Uwagi |
| ------------------------------------ | -------- | --------------------------------------------------------------------------- | --------------------------- | ------------- | ----- |
| bieg na 100 m                        | 10,28    | Abdul Hakim Sani Brown                                                      | Cali                        | 15 lipca 2015 |       |
| bieg na 200 m                        | 20,34    | Abdul Hakim Sani Brown                                                      | Cali                        | 19 lipca 2015 |       |
| bieg na 400 m                        | 45,24    | Kirani James                                                                | Bressanone/Tyrol Południowy | 10 lipca 2009 |       |
| bieg na 800 m                        | 1:44,08  | Leonard Kirwa Kosencha                                                      | Lille                       | 9 lipca 2011  |       |
| bieg na 1500 m                       | 3:36,38  | Kumari Taki                                                                 | Cali                        | 17 lipca 2015 |       |
| bieg na 3000 m                       | 7:40,10  | William Malel Sitonik                                                       | Lille                       | 10 lipca 2011 |       |
| bieg na 110 m przez płotki (91,4 cm) | 13,04    | De'Jour Russell                                                             | Nairobi                     | 14 lipca 2017 |       |
| bieg na 400 m przez płotki           | 49,01    | William Wynne                                                               | Ostrawa                     | 15 lipca 2007 |       |
| bieg na 2000 m z przeszkodami        | 5:19,99  | Meresa Kahsay                                                               | Donieck                     | 12 lipca 2013 |       |
| skok wzwyż                           | 2,27     | Huang Haiqiang                                                              | Marrakesz                   | 16 lipca 2005 |       |
| skok o tyczce                        | 5,30     | Germán Chiaraviglio                                                         | Cali                        | 17 lipca 2015 |       |
| skok o tyczce                        | 5,30     | Władysław Małychin                                                          | Cali                        | 17 lipca 2015 |       |
| skok w dal                           | 8,05     | Maykel D. Massó                                                             | Cali                        | 16 lipca 2015 |       |
| trójskok                             | 17,30    | Jordan A. Díaz                                                              | Nairobi                     | 14 lipca 2017 |       |
| pchnięcie kulą (5 kg)                | 24,35    | Jacko Gill                                                                  | Lille                       | 7 lipca 2011  |       |
| rzut dyskiem (1,5 kg)                | 70,67    | Mykyta Nesterenko                                                           | Ostrawa                     | 13 lipca 2007 |       |
| rzut młotem (5 kg)                   | 84,91    | Hlib Piskunow                                                               | Cali                        | 17 lipca 2015 |       |
| rzut oszczepem (700 g)               | 83,16    | Morné Moolman                                                               | Lille                       | 9 lipca 2011  |       |
| ośmiobój                             | 6491 pkt | Jake Stein                                                                  | Lille                       | 7 lipca 2011  |       |
| dziesięciobój                        | 8002 pkt | Niklas Kaul                                                                 | Cali                        | 16 lipca 2015 |       |
| chód na 10 000 m                     | 40:51,31 | Pawieł Parszyn                                                              | Lille                       | 9 lipca 2011  |       |
| sztafeta szwedzka                    | 1:49,23  | Jamajka · Waseem Williams · Michael O’Hara · Okeem Williams · Martin Manley | Donieck                     | 14 lipca 2013 |       |

## Kobiety
| Konkurencja                          | Rezultat | Zawodnik                                                                           | Miejsce uzyskania           | Data          | Uwagi |
| ------------------------------------ | -------- | ---------------------------------------------------------------------------------- | --------------------------- | ------------- | ----- |
| bieg na 100 m                        | 11,08    | Candace Hill                                                                       | Cali                        | 16 lipca 2015 |       |
| bieg na 200 m                        | 22,43    | Candace Hill                                                                       | Cali                        | 19 lipca 2015 |       |
| bieg na 400 m                        | 51,19    | Nawal El Jack                                                                      | Marrakesz                   | 15 lipca 2005 |       |
| bieg na 800 m                        | 2:01,13  | Aníta Hinriksdóttir                                                                | Donieck                     | 14 lipca 2013 |       |
| bieg na 1500 m                       | 4:09,48  | Faith Kipyegon                                                                     | Lille                       | 9 lipca 2011  |       |
| bieg na 3000 m                       | 8:53,94  | Mercy Cherono                                                                      | Ostrawa                     | 11 lipca 2007 |       |
| bieg na 100 m przez płotki (76,2 cm) | 12,94    | Yanique Thompson                                                                   | Donieck                     | 11 lipca 2013 |       |
| bieg na 400 m przez płotki           | 55,94    | Sydney McLaughlin                                                                  | Cali                        | 16 lipca 2015 |       |
| bieg na 2000 m z przeszkodami        | 6:11,83  | Korahubish Itaa                                                                    | Bressanone/Tyrol Południowy | 10 lipca 2009 |       |
| skok wzwyż                           | 1,92     | Iryna Kowalenko                                                                    | Sherbrooke                  | 12 lipca 2003 |       |
| skok wzwyż                           | 1,92     | Jarosława Mahuczich                                                                | Nairobi                     | 14 lipca 2017 |       |
| skok o tyczce                        | 4,35     | Vicky Parnov                                                                       | Ostrawa                     | 14 lipca 2007 |       |
| skok w dal                           | 6,47     | Darja Kliszyna                                                                     | Ostrawa                     | 15 lipca 2007 |       |
| trójskok                             | 13,86    | Cristine Spătaru                                                                   | Sherbrooke                  | 14 lipca 2003 |       |
| pchnięcie kulą                       | 17,08    | Valerie Adams                                                                      | Debreczyn                   | 13 lipca 2001 |       |
| pchnięcie kulą (3 kg)                | 20,14    | Emel Dereli                                                                        | Donieck                     | 11 lipca 2013 |       |
| rzut dyskiem                         | 56,34    | Xie Yuchen                                                                         | Donieck                     | 10 lipca 2013 |       |
| rzut młotem                          | 64,61    | Bianca Perie                                                                       | Ostrawa                     | 14 lipca 2007 |       |
| rzut młotem (3 kg)                   | 73,20    | Réka Gyurátz                                                                       | Donieck                     | 13 lipca 2013 |       |
| rzut oszczepem                       | 59,74    | Christin Hussong                                                                   | Lille                       | 7 lipca 2011  |       |
| rzut oszczepem (500 g)               | 62,92    | Marisleisys Duarthe                                                                | Nairobi                     | 16 lipca 2017 |       |
| siedmiobój                           | 6037 pkt | Géraldine Ruckstuhl                                                                | Cali                        | 18 lipca 2015 |       |
| siedmiobój (seniorski)               | 5875 pkt | Tatjana Czernowa                                                                   | Marrakesz                   | 16 lipca 2005 |       |
| chód na 5 000 m                      | 20:28,05 | Tatjana Kalmykowa                                                                  | Ostrawa                     | 12 lipca 2007 |       |
| sztafeta szwedzka                    | 2:03,42  | Jamajka · Christania Williams · Shericka Jackson · Chris-Ann Gordon · Olivia James | Lille                       | 10 lipca 2011 |       |